# Literatura poloneză
Literatura poloneză este literatura scrisă în limba poloneză sau scrisă de scriitori polonezi. Majoritatea literaturii poloneze este scrisă în limba poloneză, deși există și alte limbi  în Polonia vorbite de secole (cum  ar fi latina, idiș, lituaniana, ucraineana, bielorusa și germana) care au contribuit la dezvoltarea tradițiilor literare poloneze.

## Istorie
Monumente mai vechi ale literaturii poloneze datează din evul mediu. Cea mai mare parte a lor erau tratate religioase transcrise de copiști locali din limba latină.
Primă propoziție cunoscută în limba poloneză – day ut ia pobrusa, a ti poziwai (în poloneză veche – a fost o parafrază a unei maxime latine sine, ut ego etiam molam.

## Literatura poloneză după perioade
- Literatura poloneză în Evul Mediu (sec. X-XXV.)
- Literatura poloneză - Renașterea (1500-1620)
- Literatura poloneză - barocul (1620-1764)
- Literatura poloneză - iluminismul (1764-1822)
- Literatura poloneză - romantismul (1822-1863)
- Literatura poloneză - pozitivismul (1864-1891)
- Literatura poloneză - Tânăra Polonie (1891-1918)
- Literatura poloneză - perioada interbelică (1918-1939)
- Literatura poloneză - în Al Doilea Război Mondial (1939-1945)
- Literatura poloneză - în perioada 1945-1956
- Literatura poloneză - în perioada 1956-1989
- Literatura poloneză - după 1989

## Laureați polonezi cu Premiul Nobel pentru Literatură
- Henryk Sienkiewicz (1905)
- Władysław Reymont (1924)
- Isaac Bashevis Singer (1978)
- Czesław Miłosz (1980)
- Wisława Szymborska (1996)
- Olga Tokarczuk (2019)

## Scriitori
- Wincenty Kadłubek
- Jan Długosz
- Biernat z Lublina
- Mikołaj Rej
- Jan Kochanowski
- Klemens Janicki
- Mikołaj Sęp-Szarzyński
- Hieronim Morsztyn
- Maciej Sarbiewski
- Jan Andrzej Morsztyn
- Wespazjan Kochowski
- Franciszek Bohomolec
- Ignacy Krasicki
- Jan Ursyn Niemcewicz
- Jan Potocki
- Adam Mickiewicz
- Juliusz Słowacki
- Zygmunt Krasiński
- Cyprian Kamil Norwid
- Henryk Sienkiewicz
- Bolesław Prus
- Eliza Orzeszkowa
- Kazimierz Przerwa-Tetmajer
- Stanisław Wyspiański
- Leopold Staff
- Jan Kasprowicz
- Władysław Reymont
- Stefan Żeromski
- Stanisław Przybyszewski
- Tadeusz Boy-Żeleński
- Stanisław Ignacy Witkiewicz (Witkacy)
- Joseph Conrad
- Julian Tuwim
- Bolesław Leśmian
- Jarosław Iwaszkiewicz
- Antoni Słonimski
- Bruno Schulz
- Witold Gombrowicz
- Krzysztof Kamil-Baczyński
- Jerzy Andrzejewski
- Józef Czechowicz
- Zofia Nałkowska
- Rafał Wojaczek
- Marek Hłasko
- Edward Stachura
- Zbigniew Herbert
- Miron Białoszewski
- Czesław Miłosz
- Tadeusz Róźewicz
- Gustaw Herling-Grudziński
- Wisława Szymborska
- Tadeusz Konwicki
- Adam Zagajewski
- Stanisław Barańczak
- Stanisław Lem
- Ryszard Kapuściński
- Karol Wojtyła
- Jarosław Marek Rymkiewicz
- Leszek Engelking
- Marcin Świetlicki
- Manuela Gretkowska
- Olga Tokarczuk
- Eustachy Rylski
- Wiesław Myśliwski
- Michał Witkowski
- Dorota Masłowska